# Алис Ги-Блаш
Алис Ида Антоанета Ги-Блаш (фр. Alice Guy; рођена Гај; француски изговор:  ; 1. јул 1873 — 24. март 1968) била је француски пионир филма. Била је један од првих филмских стваралаца који су снимили наративни играни филм, као и прва жена која је режирала филм. Од 1896. до 1906. године, вероватно је била једина жена филмски стваралац на свету. Експериментисала је са звуком, као и са нијансирањем боја, међурасним ливењем и специјалним ефектима.
Била је уметнички директор и суоснивач Solax Studios у Флашингу, Њујорк. Као председник Солакса, режирала је око 45 филмова и надгледала близу 300 других продукција. Године 1912. Солакс је уложио 100.000 долара за нови студио у Форт Лију у Њу Џерсију, центру америчког филмског стваралаштва пре оснивања Холивуда. Те године је снимила филм A Fool and His Money, вероватно први који је имао афроамеричку глумачку екипу. Филм се сада чува у Националном центру за филм и видео заштиту при Америчком филмском институту због свог историјског и естетског значаја.

## Изабрана филмографија
Ове филмове су продуцирали Gaumont (1896–1907), Solax (1910–1913) или други (1914–1920).
- La Fée aux Choux (The Fairy of the Cabbages; 1896)
- Le pêcheur dans le torrent (The fisherman in the stream; 1897)
- Le chiffonnier (1898)
- Danse serpentine (1900)
- Les Fredaines de Pierrette (1900)
- Les chiens savants (1902)
- Esméralda (1905) (based on the Victor Hugo novel The Hunchback of Notre Dame)
- Une histoire roulante (1906)
- The Birth, the Life and the Death of Christ (1906)
- Les Résultats du féminisme (1906)
- The Game-Keeper's Son (1906)
- Madame a des envies (1906)
- La barricade (1907)
- Fanfan la Tulipe (1907)
- One Touch of Nature (1910)
- The Sergeant's Daughter (1910)
- The Pawnshop (1910)
- Greater Love Hath No Man (1911)
- Algie the Miner (1912)
- Falling Leaves (1912)
- A Fool and His Money (1912)
- Making an American Citizen (1912)
- The Girl in the Armchair (1912)
- The Pit and the Pendulum (1913)
- Matrimony's Speed Limit (1913)
- A House Divided (1913)
- Shadows of the Moulin Rouge (1913)
- The Lure (1914)
- The Shooting of Dan McGrew (1915)
- The Vampire (1915)
- The Ocean Waif (1916)
- What Will People Say? (1916)
- The Adventurer (1917)
- The Empress (1917)
- The Great Adventure (1918)
- Tarnished Reputations (1920)[8]